# Верхний Орок
Верхний Орок (кирг. Жогорку Орок) — село в Сокулукском районе Чуйской области Кыргызстана. Входит в состав Орокского аильного округа. Код СОАТЕ — 41708 222 856 02 0.

## География
Село расположено в центральной части области, к югу от Большого Чуйского канала, юго-западнее Бишкека. Абсолютная высота — 1020 метров над уровнем моря.

## Население
| год     | 2009 | 2014 | 2015 |
| ------- | ---- | ---- | ---- |
| человек | 566  | 687  | 672  |